# Taifa de Albarracín
La taifa de Albarracín o de Sahla fue un pequeño reino de taifa establecido alrededor del municipio de Albarracín y de su sierra por la dinastía bereber de los Banu Razín —perteneciente a la tribu de Hawwara— llegados a la península ibérica con la conquista de Tariq y establecidos en Córdoba en el siglo VIII.

## SigloXI
Originalmente, el linaje bereber de los Banu Razín, se asentaron en la corte emiral de Córdoba, para posteriormente asentarse entre la sierra de Albarracín los Montes Universales. En esta región establecieron un señorío que, no siempre sometidos al dominio emiral y califal de Córdoba, se afianzó como taifa independiente con la llegada al poder de Abu Muhammad Hudayl ibn al-'Asla ibn Razin hacia 1010, a raíz de la descomposición del Califato de Córdoba; si bien nominalmente se reconocían súbditos de los efímeros califas durante la fitna de Al-Ándalus Hisam II y Sulaiman al-Mustain, quien reconoció los dominios de Hudayl ibn Razin.

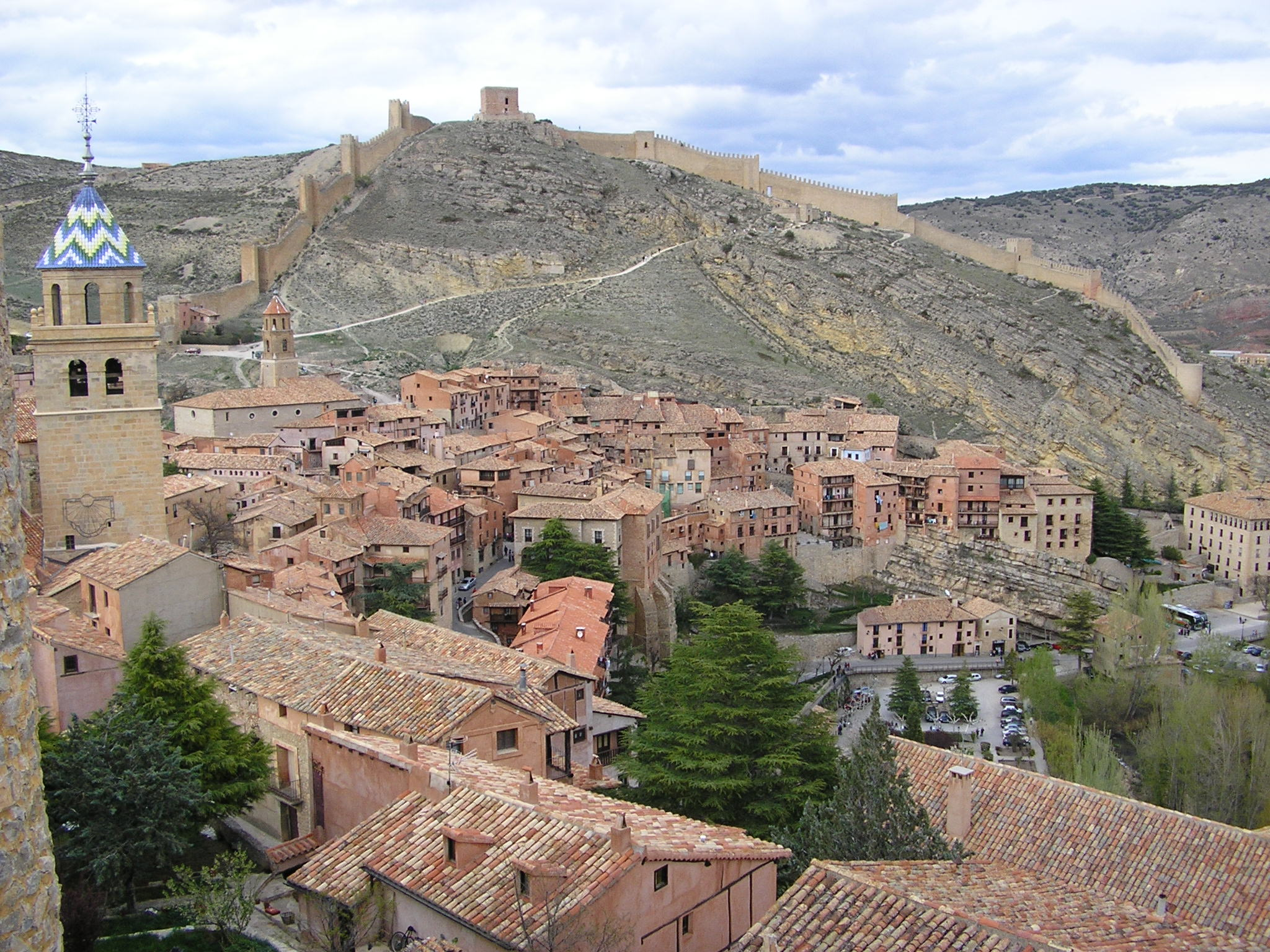
Vista de Albarracín desde el castillo, antiguo alcázar musulmán.

La taifa de Albarracín ocupaba aproximadamente la parte suroccidental de la actual provincia de Teruel, y sus dominios se extendieron hasta Calamocha y Pancrudo al norte, Gúdar y Jarque al este, Camarena de la Sierra y Teruel al sudeste, y Castielfabib al sur; ocupando las cuencas del río Alfambra, el Guadalaviar y el alto Jiloca hacia el norte hasta Monreal del Campo y El Poyo del Cid.
Hudayl y sus descendentes, los Banu Razín, dominaron la taifa hasta su extinción, aunque el primer monarca de Albarracín debió de enfrentarse a las ambiciones de los Tuyibíes y Hudíes de Zaragoza, que pretendieron anexionarse el pequeño reino. A pesar de la prosperidad y firmeza de Hudayl para extender su taifa en la primera mitad del siglo XI, ciertas fuentes desafectas aluden a su excesiva dureza e incluso crueldad. Lo cierto es que la Taifa de Albarracín se asentó durante treinta años en una encrucijada política muy complicada, entre las poderosas taifas de Zaragoza y Toledo y cercana y relacionada con la deseada taifa de Valencia.
A Hudayl I lo sucedió Abd al-Malik en 1045, que se vio obligado a pagar parias a Alfonso VI de León y Castilla para mantener su autonomía hasta 1086, año en que, a consecuencia de la derrota del rey castellano-leonés en la Batalla de Zalaca, Abd al-Malik dejó de pagarle parias. Sin embargo, en 1090 llegaría El Cid a estas tierras, a las que hizo tributarias. Ante la negativa de Abd al-Malik a pagar las parias al Campeador, Rodrigo Díaz de Vivar decidió conquistar Albarracín y unir a su mesnada las tropas de Abd al-Malik con el objeto de aunar fuerzas para asediar Valencia en 1094.
Pero sin finalizar su apoyo al Cid en el asedio de Valencia, Abd al-Malik pasó a unirse a los almorávides con objeto de reconquistarla para el islam, sumándose a la iniciativa de otros aliados, como los reyes taifas de Lérida, Tortosa o Alpuente. Por esta razón Abd al-Malik fue atacado y derrotado por el Cid en Quart.

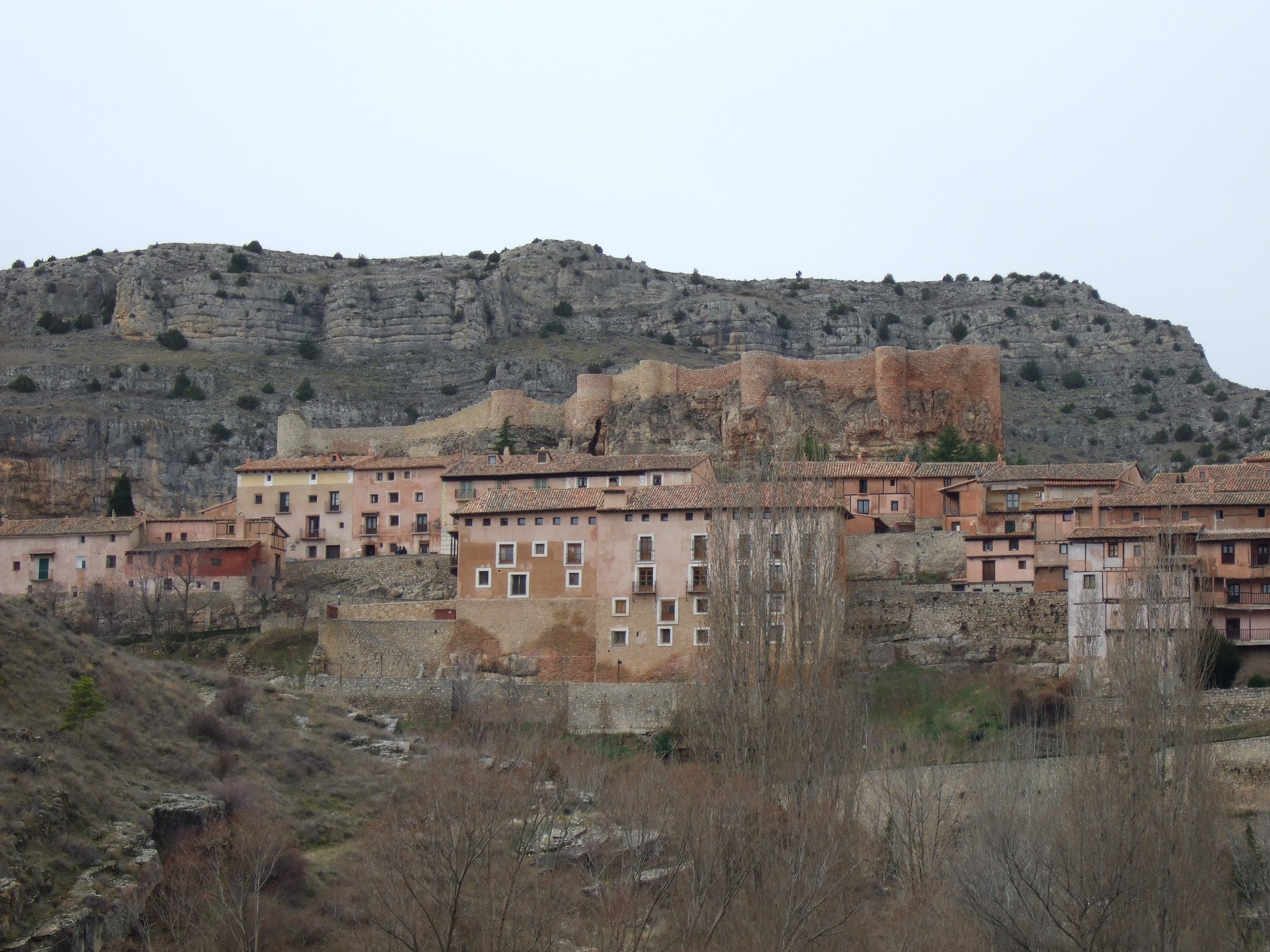
Vista de la medina amurallada (llamada actualmente castillo) de Albarracín.

A Abd al-Malik le sucedió finalmente Yahya Husam ad-Dawla en 1103, derrocado por el gobernador almorávide de Valencia Abu Abū Abd Allāh Muhammad ibn Fātima en abril de 1104, con lo que la Taifa de Albarracín perdía su independencia en el contexto del periodo de las primeras taifas. A partir de entonces, los Banu Razín se trasladaron a Valencia.

## SigloXII
Unos sesenta años después, hacia 1170, Muhammad ibn 'Abd Ajoāh ibn Sano'd ibn Mardāniš, conocido por el apodo de Rey Lobo, traspasó el territorio al Señor de Estella, Pedro Ruiz de Azagra, posiblemente fruto del pago por los servicios prestados por el rey de Navarra.
De este modo se estableció el señorío de Santa María de Aben Razín (Señorío de Albarracín), un territorio soberano enclavado entre el Reino de Castilla y el Reino de Aragón en manos de un feudatario del Reino de Navarra.

## La alcazaba de los Banu Razin
Con la proclamación del taifa, los Banu Razin eligieron el núcleo de población situado en el escarpado meandro del río Guadalaviar como centro de su nueva soberanía, transformándose en medina.  En particular, el promontorio rocoso situado en el centro del poblado servirá para levantar la alcazaba, que urbanísticamente alcanzará un gran desarrollo, tal y como han permitido reconocer las excavaciones arqueológicas recientes.  La existencia de una gran vivienda dotada de un enorme aljibe bajo el patio central y de un hammam con sala caliente y letrina, así como de un complejo palatino formado por tres viviendas, permiten reconocer la sofisticación propia de los usos sociales de la corte taifa.
Si bien las reducidas dimensiones de la taifa, y los escasos recursos económicos –no se llegó a acuñar moneda–, el estamento social privilegiado demandó y generó un extraordinario conjunto de objetos y usos que ponen de manifiesto su semejanza con los consumidos en las principales cortes taifa, como Zaragoza, Toledo y Sevilla.  Un capitel de alabastro de procedencia zaragozana, vajillas decoradas al estilo califal, alambiques cerámicos para perfumes, porcelana china, jarras pintadas de procedencia levantina, cuerda seca de procedencia zaragozana son algunos de los selectos materiales utilizados por los cortesanos en la alcazaba, y que actualmente pueden ser contemplados en el Museo de Teruel y en el Museo de Albarracín.